# Blediotrogus guttiger
Blediotrogus guttiger is een keversoort uit de familie van de kortschildkevers (Staphylinidae). De wetenschappelijke naam van de soort is voor het eerst geldig gepubliceerd in 1900 door Sharp.